# Pogonias
Las corvinas negras (Pogonias), también denominadas comúnmente roncadoras, constituyen un género de peces marinos o de aguas salobres de la familia de los esciénidos. Sus 2 especies vivientes habitan en aguas templadas a templado-cálidas de las costas orientales de América.

## Taxonomía
Descripción original
Este género fue descrito originalmente en el año 1801 por el zoólogo, político y músico francés Bernard Germain Étienne de Laville-sur-Illon, conde de Lacépède, por monotipia al describir a Pogonias fasciatus, que resultó ser un sinónimo más moderno de Pogonias cromis, especie que había sido ya descrita por Carlos Linneo en 1766.
Etimología
Etimológicamente, el término genérico Pogonias deriva de la palabra del idioma griego pogon, que significa ‘barba’, en alusión a las numerosas rebarbas que presentan estos peces bajo su boca.

### Historia taxonómica
Tradicionalmente, el género Pogonias era considerado como monotípico, al estar integrado solo por la especie Pogonias cromis, nombre bajo el cual se incluían todas las poblaciones del Atlántico, desde Canadá por el norte hasta la Argentina por el sur. En el año 2019, una publicación de los investigadores María de las Mercedes Azpelicueta, Sergio Matías Delpiani, Alberto Luis Cione, Claudio Oliveira, Alexandre Pires Marceniuk y Juan Martín Díaz de Astarloa, demostró que, por morfología y evidencia molecular, las poblaciones del Atlántico Sur pertenecían a una especie distinta a las del Atlántico Norte, por lo que rehabilitaron de la sinonimia de Pogonias cromis a Pogonathus courbina (Pogonias courbina), además de realizar una nueva redescripción del taxón y designar un neotipo.

## Subdivisión
Este género está integrado por 4 especies, solo dos de ellas son vivientes, siendo las restantes solo conocidas por el registro fósil, de Austria y del Mioceno de California.
- Pogonias courbina (Lacepède, 1801)
- Pogonias cromis (Linnaeus, 1766)
- † Pogonias styriacus  Weinfurter, 1952
- † Pogonias stringeri  Takeuchi & Huddleston, 2008

## Características
En el caso de Pogonias cromis, el tamaño máximo registrado fue de 170 cm de longitud, mientras que el mayor peso alcanzó los 51,3 kg. La edad máxima reportada fue estimada en 58 años.
Para Pogonias courbina el tamaño máximo registrado fue de 117 cm de longitud, con un peso máximo de 48,1 kg y una edad máxima de 57 años, madurando sexualmente a la edad de entre 3 y 5 años.
Los ejemplares adultos son de colores plateado, gris-oscuro a negruzco, mientras que los juveniles presentan un fondo claro sobre el cual se disponen algunas bandas verticales oscuras.

## Distribución geográfica y hábitat
Este género está distribuido a lo largo de la región occidental del océano Atlántico, desde Nueva Escocia en Canadá a Florida en Estados Unidos, las costas del golfo de México hasta la península de Yucatán en México, siendo ocasional en las Antillas o la costa sur del mar Caribe. Luego de un hiato sin la presencia del género, que comprende el área ecuatorial americana, vuelve a presentarse desde el estado brasileño de Río de Janeiro por todo el sur de ese país y Uruguay hasta las costas de las provincias argentinas de Buenos Aires, Río Negro y Chubut (en el golfo San Matías).
Son peces marinos, que también frecuentan estuarios y aguas salobres. Se encuentran generalmente en aguas costeras, poco profundas, con lecho de arena o lodo arenoso, especialmente en zonas donde desembocan grandes ríos o lagunas.

## Costumbres
En estado adulto se alimentan de peces, moluscos y crustáceos, a los que trituran con sus fuertes dientes. Para mantenerse en contacto, emiten sonidos similares a ronquidos, los que son audibles desde fuera del agua. Por el buen sabor de su carne, su importante talla y el combate que ofrece al ser capturada, es un pez muy buscado para la práctica de la pesca deportiva. También son capturadas en gran número por flotas de pesca comercial, lo cual ha llevado al taxón austral a ser considerado una especie amenazada.